# Christophe de Thou
Christophe de Thou (ou Christofle à l'époque) est un magistrat français né à Paris le 28 octobre 1508, mort à Pontorson le 1er novembre 1582, premier président du Parlement de Paris du 14 décembre 1562 à sa mort.

## Biographie

### Famille
Christophe de Thou était le fils d'Augustin de Thou, seigneur de Bonneuil et de Villebon, président à mortier du parlement de Paris, mort le 6 mars 1554, et de Claude de Marle de Versigny (fille de Jean de Marle, seigneur de Versigny, et d'Anne du Drac).
Le couple de ses parents eut 21 enfants, dont 14 moururent en bas âge. Parmi les autres membres de la fratrie, on peut citer : Nicolas de Thou, évêque de Chartres, Augustin II de Thou († 1570), avocat du Roi au Châtelet, et Adrien de Thou († 1570), chanoine de la cathédrale Notre-Dame de Paris et conseiller-clerc au Parlement.
Christophe de Thou épousa Jacqueline de Tuleu ou (Tulleu), dame de Cély, fille de Jean de Tuleu et de Jeanne Chevalier. Elle lui donna plusieurs enfants :
- Jean de Thou († le 5 août 1579), maître des requêtes de l'Hôtel du Roi
- Christophe-Auguste de Thou, Grand-Maître des Eaux et Forêts de Normandie, chambellan, bailli de Melun
- Jacques-Auguste de Thou, historien, président à mortier au Parlement de Paris
- Jacquette de Thou, abbesse de Malnoue
- Marie de Thou, abbesse des Clairets près de Nogent le Rotrou
- Anne de Thou qui épousa en 1566 le chancelier Cheverny
- Catherine de Thou qui épousa en 1568 Achille de Harlay, successeur de son beau-père comme premier président du Parlement de Paris

### Carrière dans la magistrature

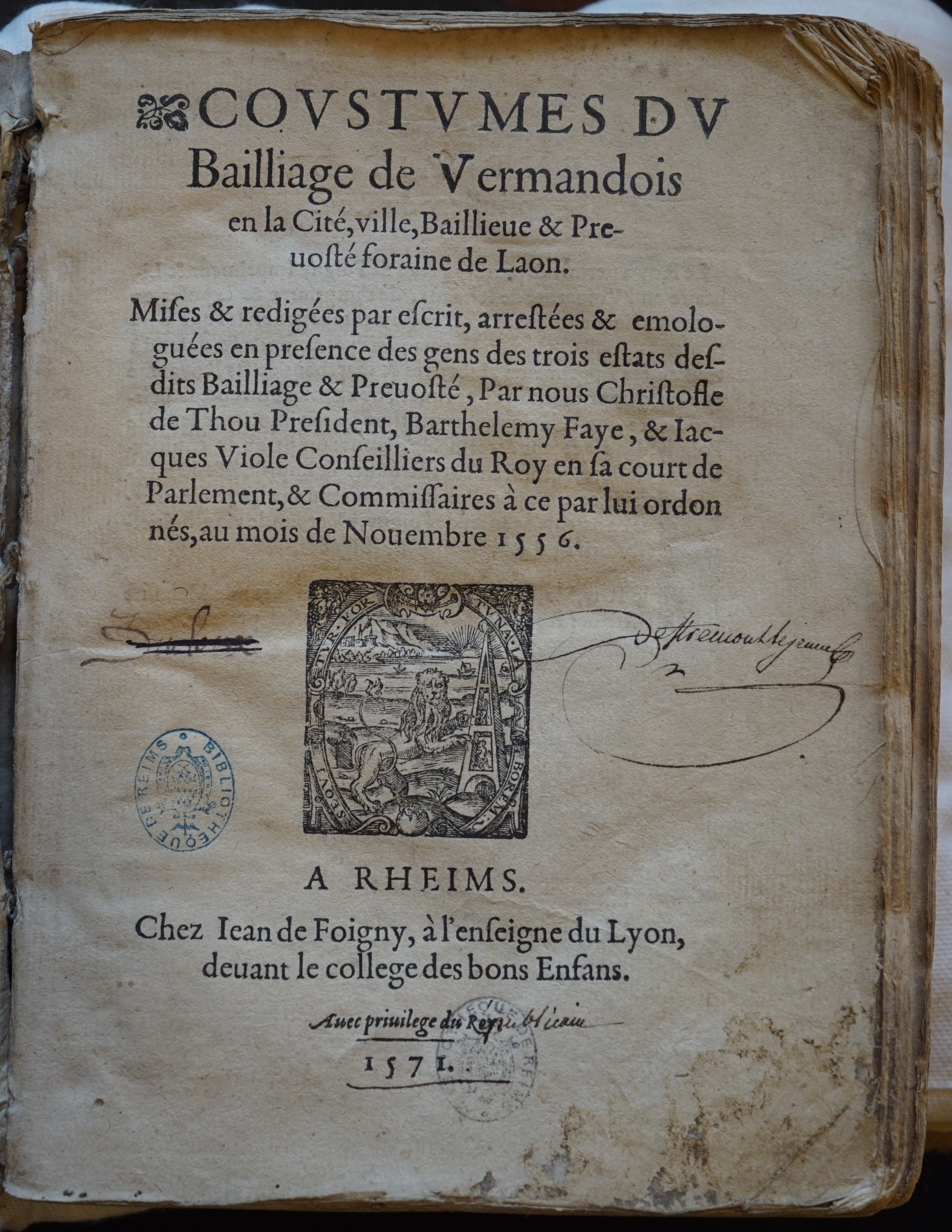
Auteur d'un recueil de la Coustume du bailliage de Vermandois.

Avocat du Roi à la Table de marbre, secrétaire du Roi (reçu le 2 juin 1549), président de chambre du Parlement de Paris en 1554, premier président le 14 décembre 1562. Il mena une réforme du droit coutumier. Il a aussi servi comme chancelier du duc d'Alençon, de conseiller des rois Henri II, Charles IX et Henri III.

### Situation sociale

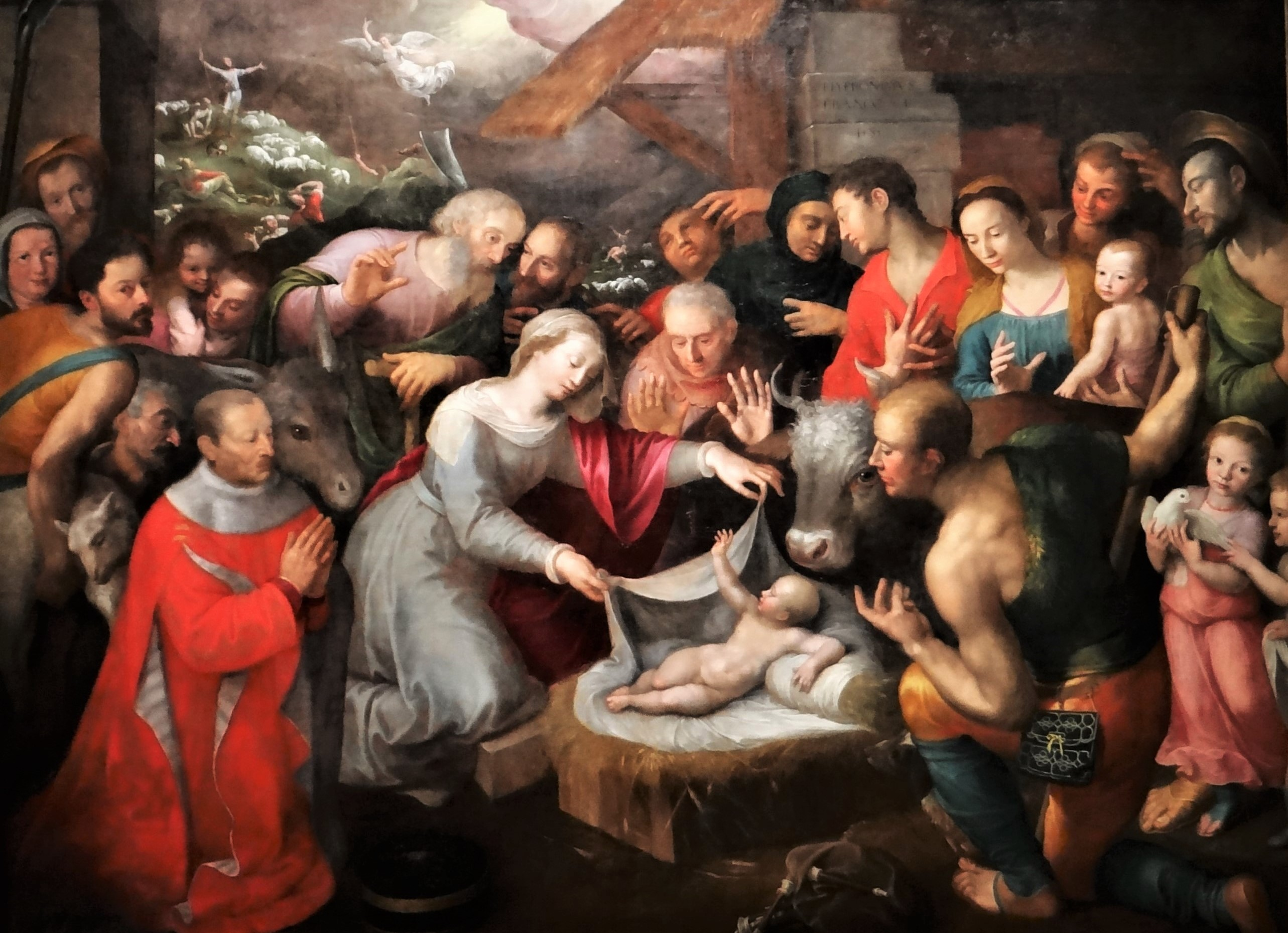
Christophe De Thou représenté à genoux dans L'adoration des bergers de Hieronymus Francken I, 1585

Blason de la famille de Thou : D'argent à un chevron cantonné de deux taons en chef et un en pointe, le tout de sable

Christophe de Thou était seigneur de Cély et Génitoy; bailli de Milly-en-Gâtinais, de Melun.
Il fut le premier Parisien à avoir un carrosse. En 1554, il échangea une maison contre une autre plus spacieuse et donna au Collège de Boissy, qui la tenait d’Étienne Vidé, une rente de 153 £, 13s et 8d sur l'Hôtel de Ville le 4 mars 1559 et pour compléter la constitution de cette rente vendit sa vaisselle d'argent.
Son hôtel était rue des Poitevins où résida la famille jusqu'à la mort de son fils, Jacques-Auguste de Thou , l'historien, qui jouera un rôle important pendant le règne de Henri IV. C'est là que fut fondée la Bibliothèque de Thou qui sera vendue en 1680 puis réunie par la suite à la Bibliothèque du Roi dont Jacques-Auguste aura été Grand-Maître en 1593.
Il décéda à Pontorson, le 1er novembre 1582. Son épouse décéda le 21 janvier 1588 à Paris et fut inhumée dans le caveau de la chapelle Saint-Augustin de son mari le 26 janvier 1588, en l'église Saint-André-des-Arts, une plaque de marbre attachée à la clôture du chœur en rappelant le souvenir.